# فيزياء الصفارات
الصافرة هي الجهاز الذي يصدرمنه صوتًا بعد نفخ الهواء. النظرية الفيزيائية لعملية صنع الصوت هي مثال على تطبيق علم ديناميكيات السوائل . يمكن أن تسمح الهندسة والأبعاد وخصائص السوائل بالتوقع بخصائص الصافرة. للمبادئ ذات الصلة بعملية الصافرة لها تطبيقات في مجالات عديدة مثل قياس تدفق السوائل.

## أنواع
أشار ويلسون وغيره، في دراستهم للصفير البشري  (انظر إلى المرفق أدناه) ، إلى أهمية تضمين تقابل أو عدم تناسق التدفق غير المستقر بالإضافة إلى فئات التغذية المرتدة المدرجة في الاسفل. نظرًا للعلاقة الموضحة لتماثل التدفق بالمجال الصوتي المتولد، تم تضمين مفهومهم هنا كجزء من وصف مصدر صوت الصفير (monopole – متماثل وثنائي القطب – غير متماثل).

### صافرة الاحتكار

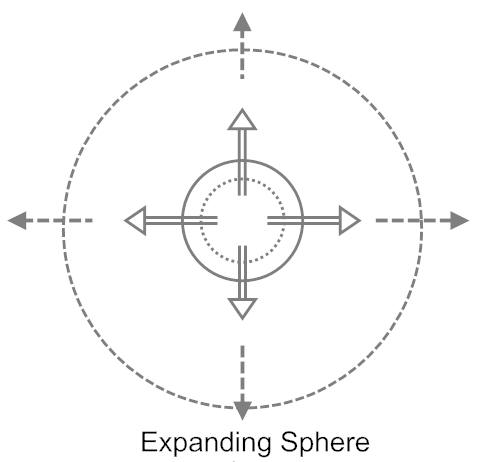
نقطة احتكار

تسمى الصافرات التي تنتج الصوت من خلال تقلبات تدفق الكتلة عبر الحدود بالمصادر أحادية القطب. المرفق الموجود على اليمين هو مثال على كرة صغيرة يتغير حجمها. ستُظهر ك حدود ثابتة تعسفية مرسومة حول الكرة تدفق كتلة صافٍ عبرها. إذا كانت الكرة صغيرة الحجم بالنسبة إلى الطول الموجي للصوت الذي تصدره، فيمكن تسميتها نقطة أحادية القطب. بالنسبة لهذا النوع من المصدر، ينبعث الصوت شعاعيًا، وبالتالي فإن مجال الصوت هو نفسه في كل اتجاه ويتلاشى مع عكس مربع المسافة. الصفارات الحقيقية هي فقط تجريبية لهذا النموذج المثالي. معظمهم لديهم حدود حولهم مثل نغمة الفتحة الموضحة أدناه. ومع ذلك، يمكن الاكتشاف الكثير عن الصفارات من خلال الشكل المفيد لمعادلة قوة الصوت للقطب الأحادي. باستخدام القانون أدناه، يمكن التعبير عنها ك التالي:
{\displaystyle W_{\text{m}}={\frac {\pi \rho _{0}}{c_{0}}}{\widehat {Q^{2}}}{\text{St}}^{2}U^{4}L^{2}.}
يعتبر المتغيران U و L من سمات المصدر، واختيارهما الصحيح مهم.

### صافرة ثنائي القطب

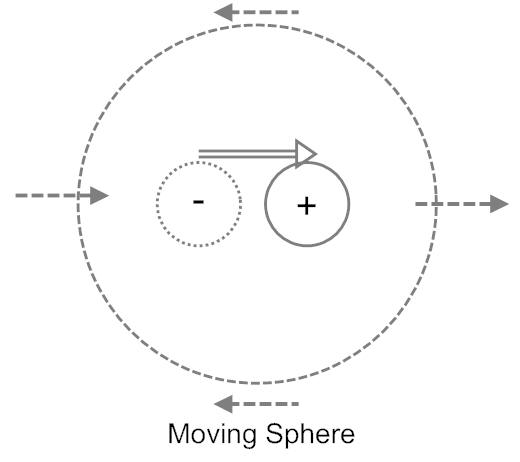
نقطة ثنائي القطب

تسمى الصفارات التي تولد الصوت من خلال تغيرات قوة الدفع أو القوة المبذولة على الوسط المحيط بالمصادر الشبيهة بالقطب. الشكل الموجود على اليمين هو مثال على كرة صلبة صغيرة تتحرك يميناً ويساراً في اتجاه معين. إذا كانت الكرة صغيرة بالنسبة للطول الموجي للصوت المنبعث، فيمكن تسميتها نقطة ثنائية القطب. يجب أن يتم دفع قوة على الكرة في اتجاه معين لتحريكها. يتم ضغط الوسط المحيط في اتجاه الحركة لإصدار صوت الصفارة، لكن الوسط الموجود في الزوايا القائمة يتحرك بعيدًا عن الكرة ولا يتم ضغطه.
ينتج من هذه الصافرات صوت غير منتظم، على عكس صافرة أحادية القطب. الصفارات الحقيقية هي فقط صورة تجريبية لهذا النموذج المثالي. على الرغم من أن الشوكات الرنانة ليست صفارات، إلا أنها تخلق مجالات صوتية قريبة جدًا من النموذج ثنائي القطب المثالي. ومع ذلك، يمكن تعلم الكثير عن الصفارات مع الشكل المفيد لمعادلة قوة الصوت لثنائي القطب. باستخدام التعريفات أدناه، يمكن التعبير عنها كالقانون التالي
{\displaystyle W_{\text{d}}={\frac {3\pi \rho _{0}}{c_{0}^{3}}}{\hat {F}}^{2}{\text{St}}^{2}U^{6}L^{2}.}
مرة أخرى، يجب اختيار U و L بشكل دقيق.

## فئة النتائج
تعتمد الصفارات الديناميكية الهوائية على عدم استقرار التدفقات وبعض الآليات في اتجاه مجرى النهر لإرسال الاضطراب مرة أخرى إلى الأصل لمواصلة عدم الاستقرار. هناك عدة طرق يمكن أن تحدث بها النتائج.

### الفئة الأولى
الصوت من صافرة الفئة الأولى هو في الأساس نتيجة ثانوية لحركة المصدر. في كل حالة، هناك رد فعل خلفي للوسط على المصدر (مقاومة مقاومة وتفاعلية). أحد الأمثلة على رد فعل ضعف النتيجة هو وجود جسم معدني متحرك في الهواء. تختلف الكثافات لدرجة أنه غالبًا ما يتم تجاهل رد الفعل الخلفي. يمكن أن تتغيرردود الفعل الخلفية للهواء على قوة مصدر الهواء أو الماء على مصدر المياه. في كثير من الحالات، على سبيل المثال، النفثات المضطربة، يكون الصوت الناتج عشوائيًا، ومن المناسب اعتبار الصوت مجرد منتج ثانوي للتدفق. في هذه الفئة، يكون رد الفعل الخلفي غير كافٍ للتحكم بقوة في حركة المصدر، لذلك لا تندرج الصفارات في هذه الفئة.

### الفئة الثانية
رد الفعل الخلفي للوسط هو محدد لحركة المصدر. في كثير من الحالات المهمة، يكون التفكير الخطي (سبب صغير = تأثير صغير) خاطئًا. يمكن للحركة السائلة غير المستقرة أو الصوت الناتج عنها أن تتفاعل مع المصدر وتتحكم فيه، مثل صرير ردود الفعل الصوتية . المتطلبات الأساسية لنظام السيطرة في التغذية الراجعة هي:
- مصدر قوة ثابتة
- آلية تضخيم يمكنها تحويل الطاقة الثابتة إلى طاقة متغيرة بمرور الوقت ؛
- اضطراب، مما يؤدي إلى تضخيم التذبذبات ؛
- وسيلة لتوليد الصوت أو غيرها من حركة السوائل التذبذبية ؛
- وسيلة للتغذية المرتدة لتلك الحركة التذبذبية كاضطراب لمدخلات مكبر الصوت.

الصافرات في هذه الفئة. هناك عدة مجالات لوصف عملية النتائج.

#### الدرجة الأولى
النتائج غير قابلة للضغط بشكل أساسي ؛ سرعة الصوت، على الرغم من محدوديتها، كبيرة بما يكفي بحيث يمكن اعتبارها غير محدودة. قد يسمى هذا الإجراء رد فعل المجال القريب أو ردود الفعل الهيدروديناميكية. يوجد عدد من أجهزة من الفئة الأولى. ردود الفعل التي تتسبب في اهتزاز عصا في مجرى الماء، أو موجة لرف العلم، ترجع إلى ردود الفعل الهيدروديناميكية.

#### الفئة الثانية

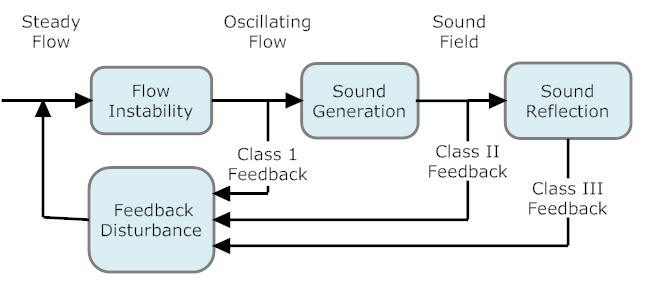
حلقة ردود الفعل صافرة

ردود الفعل قابلة للضغط حيث انها لا تعتمد على سرعة الصوت. قد يسمى هذا الإجراء ردود فعل وسيطة، شبه مضغوطة. مثال مباشر هو نغمة الثقب (الموصوفة في الاسفل) ، حيث تكون مسافة التغذية المرتدة لموجة (صوت) قابلة للضغط صغيرة جدًا مقارنة بطول موجة الصوت.

#### الفئة الثالثة
ردود الفعل قابلة للضغط وتعتمد على سرعة الصوت. قد يسمى هذا المجال البعيد أو التغذية المرتدة الصوتية. يمكن أن تكون مسافة التغذية المرتدة للموجة القابلة للضغط جزءًا ملموسًا من الطول الموجي للصوت. الفلوت هو مثال مناسب لذلك.
يوضح الشكل الموجود على اليمين مخطط كتلة لآليات التغذية الراجعة هذه. تعمل جميع صفارات الديناميكية الهوائية تحت إحدى الفئات.

## مراحل

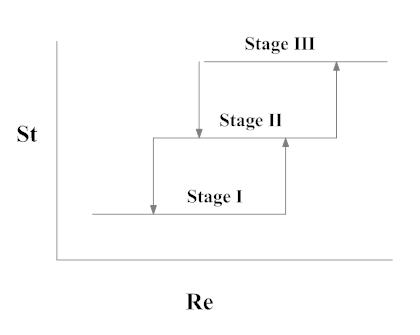
مراحل التغذية الراجعة غير الخطية

هناك حلقات تغذية مرتدة مرتبطة بالعديد من عمليات التصفير، وهي غير خطية. بسبب اللاخطية، يمكن أن يكون هناك العديد من الشروط الممكنة لسرعة تدفق أو هندسة معينة. يتم تحديد أي من هذه العناصر السائدة من خلال كسب التدفق غير المستقر عند تردد معين وما إذا كانت ردود الفعل ايجابية أو سلبية.
استخدمت الدراسات الجديد مصطلح المرحلة لوصف الحالات المحتملة للتغذية الراجعة كما هو موضح بشكل توضيحي في الشكل على اليمين. مع زيادة سرعة التدفق ( رقم رينولدز ، Re) يرتفع التردد ببطء ( رقم Strouhal ثابت تقريبًا، St) ولكن التردد يتحول فجأة إلى مرحلة أعلى. مع انخفاض سرعة التدفق لاحقًا، يتناقص التردد ببطء، ثم يقفز إلى أسفل فجأة إلى مرحلة أقل. هذا النمط يسمى حلقة التخلفية .
عند أي سرعة تدفق مخصصة، من الممكن أن تكون إحدى الحلقات المختلفة هي المتحكمة، اعتمادًا على كيفية تحقيق هذه السرعة. في عدد من الصفارات الموصوفة هنا، ترتبط المرحلة الأولى بتطور دوامة واحدة في المسافة بين بدء عدم استقرار التدفق وبدء إشارة التغذية المرتدة.
ترتبط المراحل الأعلى بمزيد من الدوامات في تلك المسافة، مما يشير إلى أن هذه المسافة يمكن أن تكون بُعدًا مميزًا مهمًا.في العديد من الصافرات، تم تحديد ثلاث مراحل (نغمة الحافة). يؤدي النفخ بقوة في بعض آلات الاجهزة الموسيقية إلى التغير من المرحلة الأولى إلى المرحلة الثانية ؛ وهذا ما يسمى بالنفخ .

## عدم استقرار التدفق

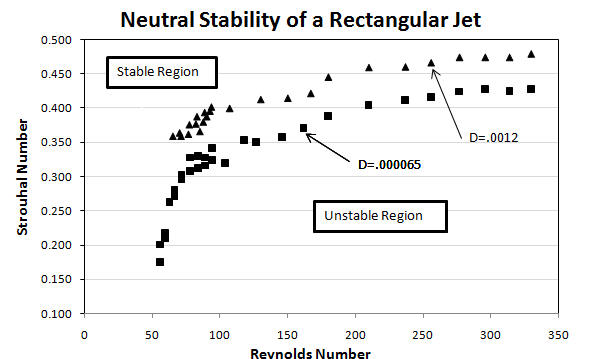
عدم استقرار النفاثات الطبقية

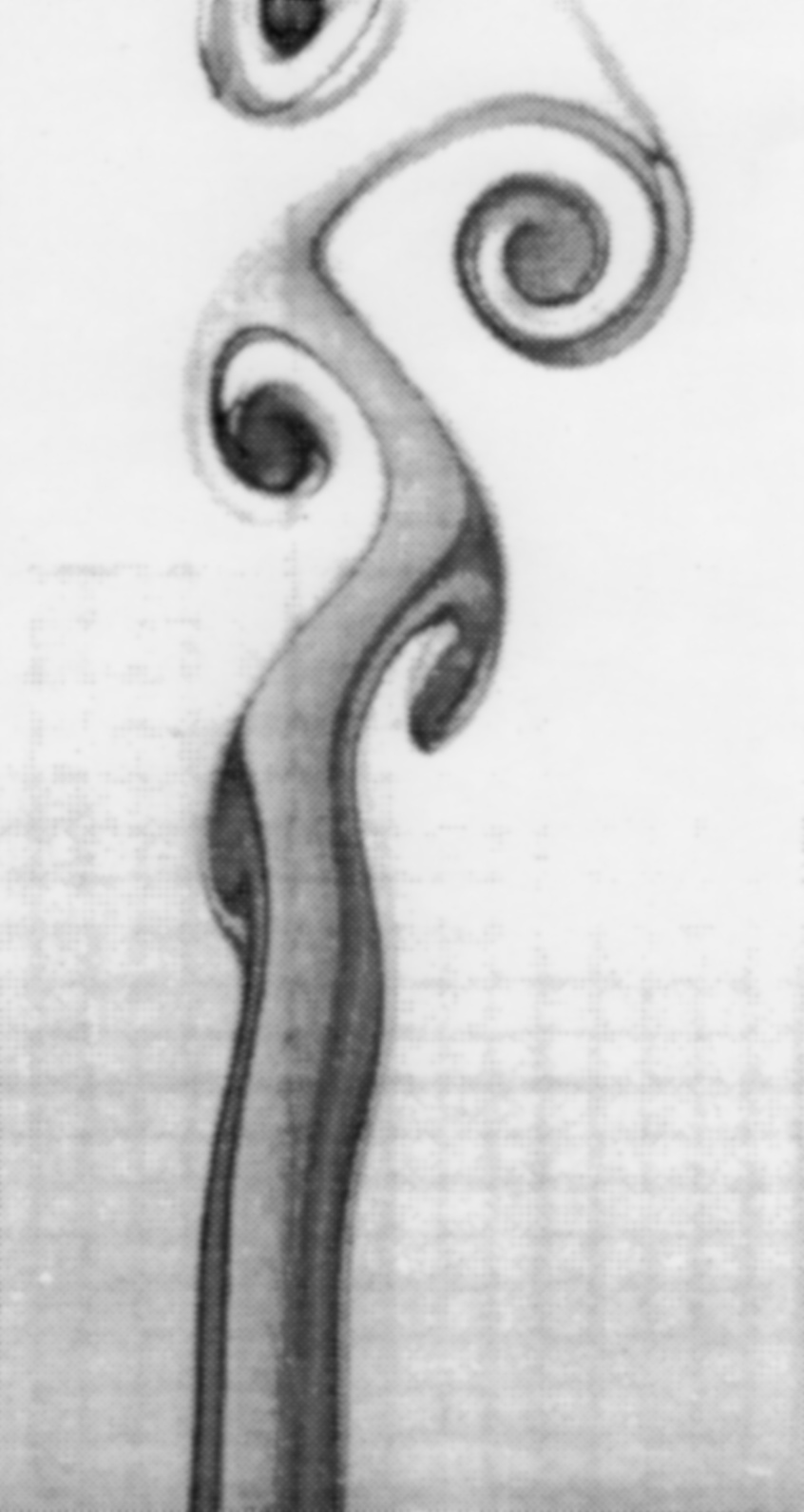
طائرة مائية غير مستقرة

عدم استقرار التدفق هو محرك الصفارات. إنه يحول الطاقة الثابتة إلى طاقة تعتمد على الوقت. يعد تحويل التدفق الصفحي إلى تدفق مضطرب مثالًا معروفًا. تسبب الاضطرابات الصغيرة في التدفق الصفحي هذا الانتقال.
يظهر مثال في الشكل على اليمين مع طائرة مائية. يضخم النفث الطبقي ثنائي الأبعاد الاضطرابات الصغيرة عند الفتحة لتوليد شارع دوامة . في هذه الحالة، تم رسم سرعة التدفق، من حيث عدد رينولدز، مقابل تردد الاضطراب، من حيث عدد ستروهال لمجموعة متنوعة من سعات الاضطراب للكشف عن منطقة عدم الاستقرار كما هو موضح في الشكل على اليسار. تمثل قيمة D في الشكل نسبة إزاحة الاضطراب الجانبي إلى عرض الفوهة ؛ كانت الاضطرابات دقيقة.
كان الاضطراب مؤقتًا في المثال، ولكن يمكن أيضًا أن يكون مكانيًا. يمكن أن يحدث الانتقال إلى الاضطراب على سطح خشن أو على شكل غير منتظم، مثل جناح الطائرة. تم إنشاء جميع آليات التصفير الموصوفة هنا من خلال الاضطرابات الزمنية الموجودة في إحدى الفئات الثلاث الموضحة أعلاه.
أحد المصادر المهمة لعدم الاستقرار في المائع هو وجود تدرج السرعة أو طبقة القص بنقطة انعطاف. وبالتالي، يمكن وصف عدم استقرار المائع بأنه منطقة ثلاثية الأبعاد ذات سرعة تدفق على محور واحد، وسعة اضطراب في المحور الثاني، وملف تعريف سرعة في المحور الثالث.
في صافرة، يبدأ عدم الاستقرار في نقطة ما في المنطقة ثلاثية الأبعاد ثم ينتقل على طول مسار ما في تلك المنطقة مع تغير المتغيرات المحلية. وهذا يجعل الفهم الشامل لآليات عدم استقرار الصافرة أمرًا صعبًا للغاية.

## تحجيم
تأتي الصفارات بجميع الأشكال والأحجام، ولكن يمكن توحيد عملها من خلال مفاهيم التشابه الديناميكي والهندسي. لا تعرف الطبيعة شيئًا عن أنظمة القياس المحددة التي نستخدمها ؛ إنه يهتم فقط بالنسب بين القوى المختلفة والمقاييس الزمنية والأبعاد المتعددة. لمقارنتها، نحتاج إلى مراعاة النسب المحددة ذات الصلة بعملية التصفير.
يتم الكشف عن التشابه بشكل أفضل من خلال تحديد السرعة U ، أي خاصية الديناميكيات، والبعد L ، أي خاصية الهندسة. إذا تم استخدام هذه القيم في أرقام بدون أبعاد، مثل تلك المدرجة أدناه، يمكن تحقيق الكثير من فهم هذه الظاهرة.

### رقم ستروهال
{\displaystyle {\text{St}}={\frac {fL_{1}}{U}},\quad {\text{St}}_{a}={\frac {fL_{2}}{c_{0}}}.}
الرقم الأول هو نسبة قوى القصور الذاتي غير المستقرة إلى قوى القصور الذاتي الثابتة. تم تسمية الرقم تكريما لفينسينك ستروهال، الذي استنتج العلاقة بين تردد ذرف الدوامة حول الأسطوانة وسرعة التدفق. وكانت المتغيرات المميزة قطر اسطوانة L 1 و سرعة U تدفق أكثر من ذلك. وجد الرقم ثابتًا بشكل معقول مقارنة بنطاق عدد رينولدز.
يسمح هذا الرقم بتطوير العلاقات بين الأحجام والسرعات المختلفة. الآن يمكن اشتقاق رقم ستروهال مباشرة من الصيغة الخالية من الأبعاد لمعادلة استمرارية الكتلة. يمكن الإشارة إلى هذه المعادلة برقم Strouhal الميكانيكي المائع مقارنة بالإصدار الثاني، والذي يمكن الإشارة إليه برقم Strouhal الصوتي .
يستخدم الإصدار الأول للتشابه الديناميكي لحركة السوائل في الصفارات، بينما يستخدم الإصدار الثاني للتشابه الديناميكي للحركة الصوتية في الصفارات. تتطلب العديد من الصفارات، خاصة تلك التي تحتوي على تعليقات من الدرجة الثالثة، استخدام كلا الرقمين. وعدد ستروهال الصوتي هو في الأساس عدد هيلمهولتز مع 2 π حذفها.

### عدد ماخ
{\displaystyle M={\frac {U}{c_{0}}}.}
إنها نسبة السرعة الثابتة إلى سرعة الصوت . تم تسمية هذا الرقم تكريما لإرنست ماخ ، الذي درس (من بين أمور أخرى) التدفق الأسرع من الصوت وموجات الصدمة.
يصف هذا الرقم النطاق بين التدفقات التي يمكن اعتبارها غير قابلة للضغط والتدفقات حيث تكون الانضغاطية مهمة. الآن يمكن اشتقاق رقم Mach مباشرة من الصيغة الخالية من الأبعاد لمعادلة الزخم.

### رقم رينولدز
{\displaystyle {\text{Re}}={\frac {UL}{\upsilon }}.}
إنها نسبة قوى القصور الذاتي الثابتة إلى القوى اللزجة الثابتة.
تم تسمية الرقم تكريما لأوزبورن رينولدز ، المهندس الذي أجرى دراسات رائدة حول انتقال الصفائح إلى التدفق المضطرب في الأنابيب.
الآن يمكن اشتقاق رقم رينولدز مباشرة من الصيغة الخالية من الأبعاد لمعادلة الزخم.

### رقم روسبي
{\displaystyle {\text{Ro}}={\frac {U}{f_{0}L}}.}
إنها نسبة السرعة الخطية إلى السرعة العرضية لتدفقات الدوامات. التردد هو سمة من سمات معدل دوران التدفق.
تم تسمية الرقم على شرف كارل جوستاف روسبي، عالم الأرصاد الجوية الذي وصف لأول مرة الحركات واسعة النطاق للغلاف الجوي من حيث ميكانيكا الموائع. وصف التيار النفاث، واستخدم رقمه لأول مرة لوصف الحركة المرتبطة بقوة كوريوليس في الغلاف الجوي.
الآن يمكن اشتقاق رقم روسبي مباشرة من الشكل الخالي من الأبعاد لمعادلة الزخم في الإحداثيات المنحنية.

### قوة بلا أبعاد
{\displaystyle {\hat {F}}={\frac {F}{\rho _{0}U^{2}L^{2}}}.}
نسبة القوة الديناميكية الفعلية إلى الزخم الثابت.

### معدل التدفق الحجمي بلا أبعاد
{\displaystyle {\hat {Q}}={\frac {Q}{UL^{2}}}.}
نسبة معدل التدفق الحجمي الديناميكي إلى معدل التدفق الحجمي الثابت.

## صفارات تشبه أحادي القطب
في هذه الصفارات، يكون عدم استقرار التدفق متماثلًا، مما يؤدي غالبًا إلى دوامات حلقية دورية، ويرتبط توليد الصوت بتقلبات معدلات التدفق الحجمي / الكتلي. يكون مجال الصوت أقرب إلى اتجاهية مصدر أحادي القطب الفعلي كما تسمح به الهندسة المحلية.